# Siller

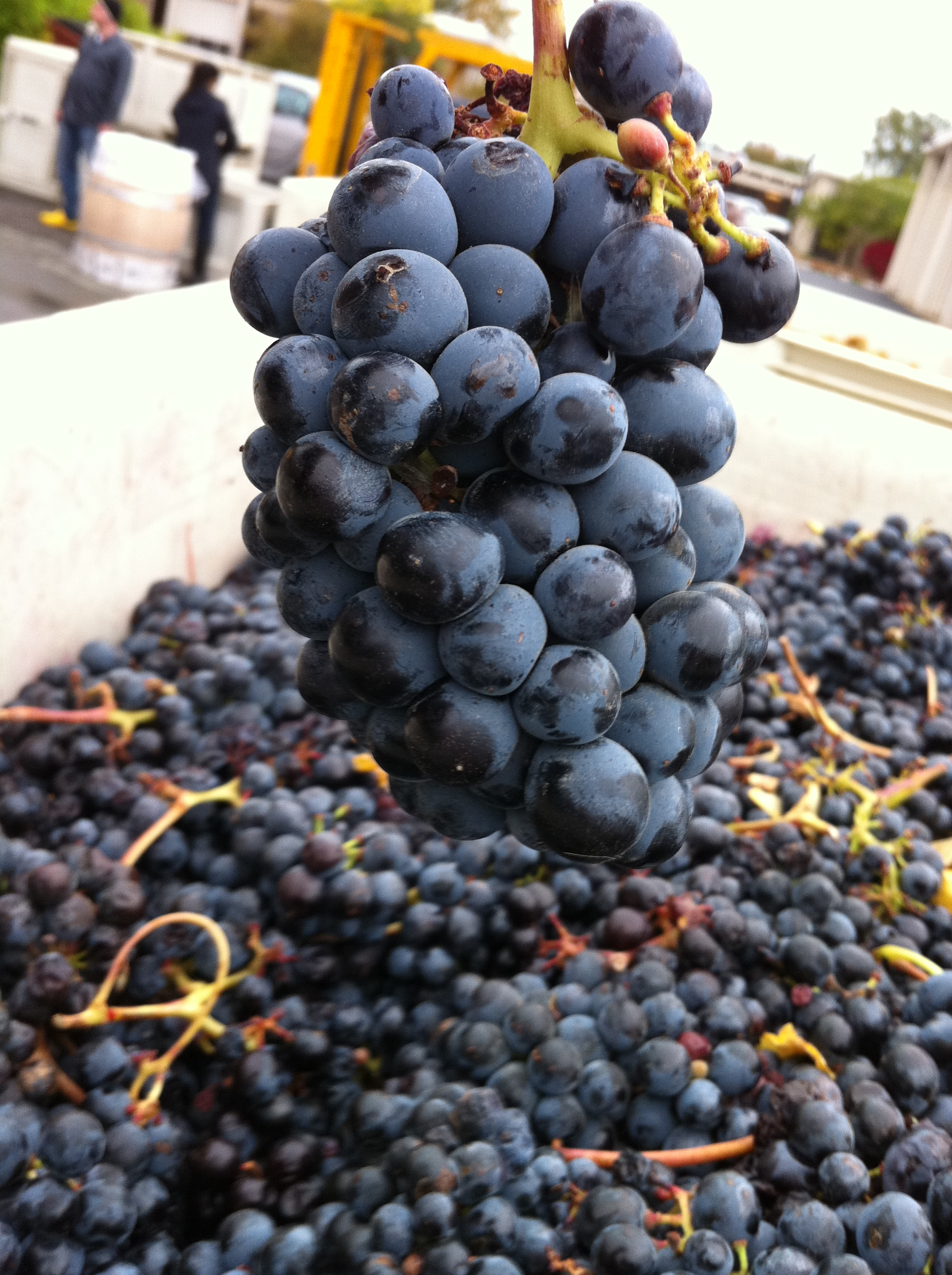
A siller bor csak kékszőlőből készíthető

A siller bor (kastélyos bor) neve nem egy szőlőfajtára utal, siller szőlő nem létezik. A siller egy színtartomány - a rozénál sötétebb, a vörösbornál halványabb. Az ilyen néven forgalmazott bor minősége egyszer jobb, máskor rosszabb, árnyalata is változhat.

## A siller bor készítése
A siller bor sötét rózsaszín. Több száz éves múltra tekint vissza. Eredetileg vegyesen szüretelték, egy puttonyba rakva a vörös és a fehér fürtöket. A mai bortörvény ezt a megoldást tiltja: siller bor már csak kékszőlőből készíthető, ezért ízében a fehérbor zamata már nem található meg, és a mai sillerek a régieknél sötétebbek. A sillert a rozé bornál hosszabb ideig áztatják a szőlőhéjon, ezért abból több vörös színanyag (antocianin) és cserzőanyag oldódik ki. Ugyanabból a kékszőlőből egyaránt készíthető rozé-, siller- és vörösbor. A rozéborok és a sillerek legfőbb különbsége, hogy utóbbiak valamennyi ideig együtt erjednek a törköllyel, így kapják meg a héjon erjesztést követően a vörösborokéra hasonlító, ám azokénál lényegesen lágyabb ízüket.
A siller bor magyar és német sajátosság. Magyarországon ennélfogva leginkább a sváb területeken népszerű specialitás. Hazánkban a legfontosabb szőlőfajta, amelyből siller bort készítenek: a kékfrankos és a kadarka, fő borvidékek pedig a szekszárdi és  a villányi borvidék.